# Pradelia Delgado
Pradelia Delgado Ojeda (Paillaco, Chile; 8 de octubre de 1926 - Mayo de 2012) fue una exatleta chilena, destacada en las especialidades de lanzamiento de disco y lanzamiento de peso.

## Carrera
Sufrió poliomielitis a los 13 años, por lo que comenzó a realizar gimnasia terapéutica para rehabilitarse. Ello, sumado a una película sobre los Juegos Olímpicos de Helsinki 1952 que vio en un cine de La Unión, la motivaron a ser atleta profesional. En 1953 comenzó su carrera en el Atlético Santiago, club de la capital chilena. Entre 1951 y 1959 obtuvo seis títulos en campeonatos del sur de Chile, y entre 1953 y 1963 destacó por sus numerosos triunfos en campeonatos nacionales de peso y disco.
Representó a Chile en competencias internacionales, como los Sudamericanos de atletismo, donde logró medalla de plata en lanzamiento de peso en 1954 y 1956 y en lanzamiento de disco en 1958, 1961 y 1967, y en los Panamericanos de atletismo, donde tuvo un primer (1960) y un tercer lugar (1962) en peso, y un cuarto lugar (1962) en disco. No asistió a los Juegos Olímpicos de Melbourne 1956 al no poder cumplir la marca de 43 metros en las clasificatorias de lanzamiento de disco. El 3 de septiembre de 1956 marcó el récord chileno para el lanzamiento de disco con 43.08 metros, además de lograr el récord en lanzamiento de peso con 12.98 metros.
Se retiró joven del atletismo, y en 1970 fue galardonada con el Premio al mejor deportista de Chile otorgado por el Círculo de Periodistas Deportivos de Chile.